# Glenea coris
Glenea coris är en skalbaggsart. Glenea coris ingår i släktet Glenea och familjen långhorningar.

## Underarter
Arten delas in i följande underarter:
- G. c. coris
- G. c. longitarsis